# فهرست مدال‌آوران المپیک در تیراندازی
این لیست کامل مدال آوران المپیک در تیراندازی است.

## برنامه فعلی

### مردان

#### تپانچه بادی
| بازی‌ها                                    | طلا                        | نقره                              | برنز                                              |
| تیراندازی در بازی‌های المپیک تابستانی ۱۹۸۸ | تانیو کیریاکوف · بلغارستان | اریش بوجانگ · ایالات متحده آمریکا | شو هایفنگ · چین                                   |
| تیراندازی در بازی‌های المپیک تابستانی ۱۹۹۲ | وانگ ییفو · چین            | سرگئی پیژیانوف · تیم متحد         | سورین بابی · رومانی                               |
| تیراندازی در بازی‌های المپیک تابستانی ۱۹۹۶ | روبرتو دی دونا · ایتالیا   | وانگ ییفو · چین                   | تانیو کیریاکوف · بلغارستان                        |
| تیراندازی در بازی‌های المپیک تابستانی ۲۰۰۰ | فرانک دومولن · فرانسه      | وانگ ییفو · چین                   | ایهار باسنسکی · بلاروس                            |
| تیراندازی در بازی‌های المپیک تابستانی ۲۰۰۴ | وانگ ییفو · چین            | میخائیل نسترویف · روسیه           | ولادیمیر ایساکوف · روسیه                          |
| تیراندازی در بازی‌های المپیک تابستانی ۲۰۰۸ | پانگ وی · چین              | جین جونگ-او · کره جنوبی           | جیسون ترنر (تیرانداز ورزشی) · ایالات متحده آمریکا |
| تیراندازی در بازی‌های المپیک تابستانی ۲۰۱۲ | جین جونگ-او · کره جنوبی    | لوکا تسکونی · ایتالیا             | آندریا زلاتیچ · صربستان                           |
| تیراندازی در بازی‌های المپیک تابستانی ۲۰۱۶ | هوانگ سوان وین · ویتنام    | فلیپه وو · برزیل                  | پانگ وی · چین                                     |
| تیراندازی در بازی‌های المپیک تابستانی ۲۰۲۰ | جواد فروغی · ایران         | دامیر میکتس · صربستان             | پانگ وی · چین                                     |

#### تفنگ بادی
| بازی‌ها                                    | طلا                               | نقره                        | برنز                       |
| تیراندازی در بازی‌های المپیک تابستانی ۱۹۸۴ | فیلیپ ابرله · فرانسه              | اندریاس کرونتالر · اتریش    | بری داگر · بریتانیای کبیر  |
| تیراندازی در بازی‌های المپیک تابستانی ۱۹۸۸ | گوران ماکسیموویچ · یوگسلاوی       | نیکولا برتولو · فرانسه      | یوهان ریدرر · آلمان غربی   |
| تیراندازی در بازی‌های المپیک تابستانی ۱۹۹۲ | یوری فدکین · تیم متحد             | فرانک بادیو · فرانسه        | یوهان ریدرر · آلمان        |
| تیراندازی در بازی‌های المپیک تابستانی ۱۹۹۶ | آرتیوم خادجیبکوف · روسیه          | ولفرام وایبل جونیور · اتریش | ژان-پیر آما · فرانسه       |
| تیراندازی در بازی‌های المپیک تابستانی ۲۰۰۰ | کای یالین · چین                   | آرتیوم خادجیبکوف · روسیه    | یوگنی آلینیکوف · روسیه     |
| تیراندازی در بازی‌های المپیک تابستانی ۲۰۰۴ | ژو چینان · چین                    | لی جی (تیرانداز تفنگ) · چین | یوزف گونسی · اسلواکی       |
| تیراندازی در بازی‌های المپیک تابستانی ۲۰۰۸ | آبهیناو بیندرا · هند              | ژو چینان · چین              | هانری هاکینن · فنلاند      |
| تیراندازی در بازی‌های المپیک تابستانی ۲۰۱۲ | آلین مولدوونو · رومانی            | نیکولو کامپریانی · ایتالیا  | گاگان نارانگ · هند         |
| تیراندازی در بازی‌های المپیک تابستانی ۲۰۱۶ | نیکولو کامپریانی · ایتالیا        | سرگی کولیش · اوکراین        | ولادیمیر ماسلنیکوف · روسیه |
| تیراندازی در بازی‌های المپیک تابستانی ۲۰۲۰ | ویلیام شانر · ایالات متحده آمریکا | شنگ لیهائو · چین            | یانگ هائوران · چین         |

#### تپانچه آتش سریع
| بازی‌ها                                    | طلا                                  | نقره                                        | برنز                                |
| تیراندازی در بازی‌های المپیک تابستانی ۱۸۹۶ | یوانیس فرانگودیس · یونان             | گئورگیوس اورفانیدیس · یونان                 | هولگر نیلسن · دانمارک               |
| تیراندازی در بازی‌های المپیک تابستانی ۱۹۰۰ | موریس لاروی · فرانسه                 | لئون مورو · فرانسه                          | اوژن بالم · فرانسه                  |
| 1904–1908                                 | not included in the Olympic program  | not included in the Olympic program         | not included in the Olympic program |
| تیراندازی در بازی‌های المپیک تابستانی ۱۹۱۲ | آلفرد لین · ایالات متحده آمریکا      | پائول پالین · سوئد                          | یوهان هوبنر فون هولست · سوئد        |
| 1920 Antwerp                              | not included in the Olympic program  | not included in the Olympic program         | not included in the Olympic program |
| تیراندازی در بازی‌های المپیک تابستانی ۱۹۲۴ | هنری بیلی · ایالات متحده آمریکا      | ویلهلم کارلبرگ · سوئد                       | لنارت هانلیوس · فنلاند              |
| 1928 Amsterdam                            | not included in the Olympic program  | not included in the Olympic program         | not included in the Olympic program |
| تیراندازی در بازی‌های المپیک تابستانی ۱۹۳۲ | رنزو ماریجی · ایتالیا                | هاینریش هاکس · آلمان                        | دومنیکو ماتئوچی · ایتالیا           |
| تیراندازی در بازی‌های المپیک تابستانی ۱۹۳۶ | کورنلیوس فن اوین · آلمان             | هاینریش هاکس · آلمان                        | تورستن اولمان · سوئد                |
| تیراندازی در بازی‌های المپیک تابستانی ۱۹۴۸ | کارولی تاکاچ · مجارستان              | کارلوس انریکه دیاس سائنس والینته · آرژانتین | سون لوندکویست · سوئد                |
| تیراندازی در بازی‌های المپیک تابستانی ۱۹۵۲ | کارولی تاکاچ · مجارستان              | زیلارد کون · مجارستان                       | گورخه لیچیاردوپول · رومانی          |
| تیراندازی در بازی‌های المپیک تابستانی ۱۹۵۶ | اشتفان پترسکو · رومانی               | یوگنی چرکاسف · اتحاد شوروی                  | گورخه لیچیاردوپول · رومانی          |
| تیراندازی در بازی‌های المپیک تابستانی ۱۹۶۰ | ویلیام مک‌میلان · ایالات متحده آمریکا | پنتری لینوسوو · فنلاند                      | الکساندر زابلین · اتحاد شوروی       |
| تیراندازی در بازی‌های المپیک تابستانی ۱۹۶۴ | پنتری لینوسوو · فنلاند               | یون تریپشه · رومانی                         | لوبومیر ناتسوفسکی · چکسلواکی        |
| تیراندازی در بازی‌های المپیک تابستانی ۱۹۶۸ | یوزف زاپنجکی · لهستان                | مارسل روشا · رومانی                         | رنارت سلیمانوف · اتحاد شوروی        |
| تیراندازی در بازی‌های المپیک تابستانی ۱۹۷۲ | یوزف زاپنجکی · لهستان                | لادیسلاف فالتا · چکسلواکی                   | ویکتور ترشین · اتحاد شوروی          |
| تیراندازی در بازی‌های المپیک تابستانی ۱۹۷۶ | نوربرت کلار · آلمان شرقی             | یورگن ویفل · آلمان شرقی                     | روبرتو فراری · ایتالیا              |
| تیراندازی در بازی‌های المپیک تابستانی ۱۹۸۰ | کورنلیو یون · رومانی                 | یورگن ویفل · آلمان شرقی                     | گرهارد پتریچ · اتریش                |
| تیراندازی در بازی‌های المپیک تابستانی ۱۹۸۴ | تاکئو کاماچی · ژاپن                  | کورنلیو یون · رومانی                        | رائونو هاری · فنلاند                |
| تیراندازی در بازی‌های المپیک تابستانی ۱۹۸۸ | آفاناسیس کوزمینس · اتحاد شوروی       | رالف شومان · آلمان شرقی                     | زولتان کواچ (ورزشکار) · مجارستان    |
| تیراندازی در بازی‌های المپیک تابستانی ۱۹۹۲ | رالف شومان · آلمان                   | آفاناسیس کوزمینس · لتونی                    | ولادیمیر وخمین · تیم متحد           |
| تیراندازی در بازی‌های المپیک تابستانی ۱۹۹۶ | رالف شومان · آلمان                   | امیل میلف · بلغارستان                       | ولادیمیر وخمین · قزاقستان           |
| تیراندازی در بازی‌های المپیک تابستانی ۲۰۰۰ | سرگی آلیفیرنکو · روسیه               | میشل آنسرمت · سوئیس                         | ایولیان رایسا · رومانی              |
| تیراندازی در بازی‌های المپیک تابستانی ۲۰۰۴ | رالف شومان · آلمان                   | سرگئی پلیاکوف · روسیه                       | سرگی آلیفیرنکو · روسیه              |
| تیراندازی در بازی‌های المپیک تابستانی ۲۰۰۸ | اولکساندر پتریف · اوکراین            | رالف شومان · آلمان                          | کریستیان رایتز · آلمان              |
| تیراندازی در بازی‌های المپیک تابستانی ۲۰۱۲ | لئوریس پوپو · کوبا                   | ویجای کومار (تیرانداز) · هند                | دینگ فنگ (تیرانداز ورزشی) · چین     |
| تیراندازی در بازی‌های المپیک تابستانی ۲۰۱۶ | کریستیان رایتز · آلمان               | ژان کیکامپوا · فرانسه                       | لی یوئهونگ · چین                    |
| تیراندازی در بازی‌های المپیک تابستانی ۲۰۲۰ | ژان کیکامپوا · فرانسه                | لئوریس پوپو · کوبا                          | لی یوئهونگ · چین                    |

1. ↑  Only muzzle-loading pistols of .45 caliber (30 shots in 5 series of 6 shots each). The 25 metre military pistol, which was won using a Colt revolver, was a separate event.
2. ↑  20 metre military pistol event for professionals (6 shots in 1 series of 6 shots); prize money awarded[۱]
3. ↑  The individual competition with revolver and pistol (duel shooting) at 30 metres distance (30 shots in 6 series of 5 shots each)
4. ↑  In 1920 there was a 30 metre military pistol event (30 shots in 5 series of 6 shots each) in which Brazilian shooters used Smith & Wesson revolvers with adjustable sights, while American shooters used either the Colt Army Special or the Smith & Wesson Military with fixed sights.[۲] The فدراسیون جهانی تیراندازی regards this as the next progression of the 25 metre rapid fire pistol event in 1920.[۳]

#### تفنگ سه وضعیت
این رویداد با نام‌های تفنگ کوچک سه موقعیت و تفنگ آزاد سه موقعیت نیز شناخته می‌شود.
| بازی‌ها                                    | طلا                                       | نقره                                              | برنز                                  |
| تیراندازی در بازی‌های المپیک تابستانی ۱۹۵۲ | ارلین کونساو · نروژ                       | ویلهو اولونن · فنلاند                             | بوریس اندریف (تیرانداز) · اتحاد شوروی |
| تیراندازی در بازی‌های المپیک تابستانی ۱۹۵۶ | آناتولی بوگدانوف · اتحاد شوروی            | اوتاکار هوژینک · چکسلواکی                         | جان ساندبرگ · سوئد                    |
| تیراندازی در بازی‌های المپیک تابستانی ۱۹۶۰ | ویکتور شامبورکین · اتحاد شوروی            | مراد نیازف (تیرانداز) · اتحاد شوروی               | کلاوس سهرینگر · تیم متحد آلمان        |
| تیراندازی در بازی‌های المپیک تابستانی ۱۹۶۴ | لونس ویگر · ایالات متحده آمریکا           | ولیچکو ولیچکوف (ورزشکار) · بلغارستان              | لاسلو هامرل · مجارستان                |
| تیراندازی در بازی‌های المپیک تابستانی ۱۹۶۸ | برند کلیننر · آلمان غربی                  | جان رایت (تیرانداز) · ایالات متحده آمریکا         | ویتالی پارخیموویچ · اتحاد شوروی       |
| تیراندازی در بازی‌های المپیک تابستانی ۱۹۷۲ | جان رایت (تیرانداز) · ایالات متحده آمریکا | لنی باشم · ایالات متحده آمریکا                    | ورنر لیپولت · آلمان شرقی              |
| تیراندازی در بازی‌های المپیک تابستانی ۱۹۷۶ | لنی باشم · ایالات متحده آمریکا            | مارگارت مورداک · ایالات متحده آمریکا              | ورنر زایبولد · آلمان غربی             |
| تیراندازی در بازی‌های المپیک تابستانی ۱۹۸۰ | ویکتور ولاسوف (تیرانداز) · اتحاد شوروی    | برند هارتشتاین · آلمان شرقی                       | سون جوهانسون (ورزشکار) · سوئد         |
| تیراندازی در بازی‌های المپیک تابستانی ۱۹۸۴ | مالکوم کوپر · بریتانیای کبیر              | Daniel Nipkov · سوئیس                             | الستر الن · بریتانیای کبیر            |
| تیراندازی در بازی‌های المپیک تابستانی ۱۹۸۸ | مالکوم کوپر · بریتانیای کبیر              | الستر الن · بریتانیای کبیر                        | کیریل ایوانف (ورزشکار) · اتحاد شوروی  |
| تیراندازی در بازی‌های المپیک تابستانی ۱۹۹۲ | هراچیا پتیکیان · تیم متحد                 | رابرت فوث · ایالات متحده آمریکا                   | ریوهی کوبا · ژاپن                     |
| تیراندازی در بازی‌های المپیک تابستانی ۱۹۹۶ | ژان-پیر آما · فرانسه                      | سرگئی بلیایف · قزاقستان                           | ولفرام وایبل جونیور · اتریش           |
| تیراندازی در بازی‌های المپیک تابستانی ۲۰۰۰ | رایموند دبوتس · اسلوونی                   | یوها هیروی · فنلاند                               | هارالد استناواگ · نروژ                |
| تیراندازی در بازی‌های المپیک تابستانی ۲۰۰۴ | جیا ژانبو · چین                           | مایکل آنتی (تیرانداز ورزشی) · ایالات متحده آمریکا | کریستین پلنر · اتریش                  |
| تیراندازی در بازی‌های المپیک تابستانی ۲۰۰۸ | چیو جیان · چین                            | یوری سوخوروکوف · اوکراین                          | رایموند دبوتس · اسلوونی               |
| تیراندازی در بازی‌های المپیک تابستانی ۲۰۱۲ | نیکولو کامپریانی · ایتالیا                | کیم جونگ-هیون (تیرانداز) · کره جنوبی              | متیو ایمونز · ایالات متحده آمریکا     |
| تیراندازی در بازی‌های المپیک تابستانی ۲۰۱۶ | نیکولو کامپریانی · ایتالیا                | سرگئی کامنسکی · روسیه                             | الکسی رینو · فرانسه                   |
| تیراندازی در بازی‌های المپیک تابستانی ۲۰۲۰ | ژانگ چانگهونگ · چین                       | سرگئی کامنسکی · چین                               | میلنکو سابیچ · صربستان                |

از سال ۱۹۷۲ تا ۱۹۸۰، این رویداد مختلط بود (برای تیراندازان مرد و زن آزاد بود)، اگرچه تنها یک مدال توسط یک زن در این بازی‌ها کسب شد – مدال نقره مارگارت مرداک در سال ۱۹۷۶.

#### اسکیت
| بازی‌ها                                    | طلا                                  | نقره                                 | برنز                                              |
| تیراندازی در بازی‌های المپیک تابستانی ۱۹۶۸ | یوگنی پتروف (تیرانداز) · اتحاد شوروی | رومانو گاراگنی · ایتالیا             | کونراد ویرنهیر · آلمان غربی                       |
| تیراندازی در بازی‌های المپیک تابستانی ۱۹۷۲ | کونراد ویرنهیر · آلمان غربی          | یوگنی پتروف (تیرانداز) · اتحاد شوروی | میشائیل بوخهایم · آلمان شرقی                      |
| تیراندازی در بازی‌های المپیک تابستانی ۱۹۷۶ | یوزف پاناچک · چکسلواکی               | اریک سوئینکلس · هلند                 | ویسواو گاولیکوسکی · لهستان                        |
| تیراندازی در بازی‌های المپیک تابستانی ۱۹۸۰ | هنس کیل راسموسن · دانمارک            | لارس گوران کارلسون · سوئد            | روبرتو کاستریو · کوبا                             |
| تیراندازی در بازی‌های المپیک تابستانی ۱۹۸۴ | متیو درایک · ایالات متحده آمریکا     | اوله ریبه راسموسن · دانمارک          | لوکا اسکریبانی روسی · ایتالیا                     |
| تیراندازی در بازی‌های المپیک تابستانی ۱۹۸۸ | اکسل وگنر · آلمان شرقی               | آلفونسو ده ایرواریزاگا · شیلی        | خورخه گواردیولا · اسپانیا                         |
| تیراندازی در بازی‌های المپیک تابستانی ۱۹۹۲ | ژانگ شان · چین                       | خوان گیخا · پرو                      | برونو روستی · ایتالیا                             |
| تیراندازی در بازی‌های المپیک تابستانی ۱۹۹۶ | انیو فالکو · ایتالیا                 | میروسواو رزپکوفسکی · لهستان          | آندره‌آ بنلی · ایتالیا                             |
| تیراندازی در بازی‌های المپیک تابستانی ۲۰۰۰ | میکولا میلچف · اوکراین               | پتر مالک · جمهوری چک                 | جیمز گریوز (تیرانداز ورزشی) · ایالات متحده آمریکا |
| تیراندازی در بازی‌های المپیک تابستانی ۲۰۰۴ | آندره‌آ بنلی · ایتالیا                | مارکو کمپاینن · فنلاند               | خوان میگل رودریگس · کوبا                          |
| تیراندازی در بازی‌های المپیک تابستانی ۲۰۰۸ | وینسنت هانکوک · ایالات متحده آمریکا  | توره بروولد · نروژ                   | آنتونی تراس · فرانسه                              |
| تیراندازی در بازی‌های المپیک تابستانی ۲۰۱۲ | وینسنت هانکوک · ایالات متحده آمریکا  | انس گولدین · دانمارک                 | ناصر العطیة · قطر                                 |
| تیراندازی در بازی‌های المپیک تابستانی ۲۰۱۶ | گابریله روزتی (تیرانداز) · ایتالیا   | مارکوس اسونسون · سوئد                | عبدالله الرشیدی · ورزشکاران مستقل المپیک          |
| تیراندازی در بازی‌های المپیک تابستانی ۲۰۲۰ | وینسنت هانکوک · ایالات متحده آمریکا  | یسپر هنسن · دانمارک                  | عبدالله الرشیدی · کویت                            |

از سال ۱۹۷۲ تا ۱۹۹۲، این رویداد مختلط بود (برای تیراندازان مردان و زنان باز بود)، اگرچه تنها یک مدال توسط یک زن در این بازی‌ها کسب شد – مدال طلای ژانگ شان در سال ۱۹۹۲.

#### تراپ
| بازی‌ها                                    | طلا                                          | نقره                                | برنز                                                |
| تیراندازی در بازی‌های المپیک تابستانی ۱۹۰۰ | روژه دو باربارن · فرانسه                     | رنه گیو · بلژیک                     | ژوستینین دو کلاری · فرانسه                          |
| 1904 St. Louis                            | not included in the Olympic program          | not included in the Olympic program | not included in the Olympic program                 |
| تیراندازی در بازی‌های المپیک تابستانی ۱۹۰۸ | والتر یووینگ · کانادا                        | جرج بیتی (ورزشکار) · کانادا         | الکساندر ماندر · بریتانیای کبیر                     |
| تیراندازی در بازی‌های المپیک تابستانی ۱۹۰۸ | والتر یووینگ · کانادا                        | جرج بیتی (ورزشکار) · کانادا         | اناستازیا متاکزاس · یونان                           |
| تیراندازی در بازی‌های المپیک تابستانی ۱۹۱۲ | جیمز گراهام (تیرانداز) · ایالات متحده آمریکا | آلفرد گولدل-برونیکوون · آلمان       | هارالدز بلس · روسیه                                 |
| تیراندازی در بازی‌های المپیک تابستانی ۱۹۲۰ | مارک آری · ایالات متحده آمریکا               | فرانک تروه · ایالات متحده آمریکا    | فرانک رایت · ایالات متحده آمریکا                    |
| تیراندازی در بازی‌های المپیک تابستانی ۱۹۲۴ | گیولا هالاسی · مجارستان                      | کونراد هوبر · فنلاند                | فرانک هیوز · ایالات متحده آمریکا                    |
| 1928-1948                                 | not included in the Olympic program          | not included in the Olympic program | not included in the Olympic program                 |
| تیراندازی در بازی‌های المپیک تابستانی ۱۹۵۲ | ژرژ ژنرو · کانادا                            | کنوت هولامکویست · سوئد              | هانس لی‌جدال · سوئد                                  |
| تیراندازی در بازی‌های المپیک تابستانی ۱۹۵۶ | گالیانو روسینی · ایتالیا                     | ادام بوچنسکی · لهستان               | الساندرو چیکری · ایتالیا                            |
| تیراندازی در بازی‌های المپیک تابستانی ۱۹۶۰ | یون دومیترسکو · رومانی                       | گالیانو روسینی · ایتالیا            | سرگئی کالینین (ورزشکار) · اتحاد شوروی               |
| تیراندازی در بازی‌های المپیک تابستانی ۱۹۶۴ | انیو ماتارلی · ایتالیا                       | پل ارچیچ · اتحاد شوروی              | ویلیام موریس (تیرانداز ورزشی) · ایالات متحده آمریکا |
| تیراندازی در بازی‌های المپیک تابستانی ۱۹۶۸ | باب بریتویت · بریتانیای کبیر                 | توماس گارگاس · ایالات متحده آمریکا  | کورت چکالا · آلمان شرقی                             |
| تیراندازی در بازی‌های المپیک تابستانی ۱۹۷۲ | آنجلو اسکالتزونه · ایتالیا                   | میشل کارگا · فرانسه                 | سیلوانو باشاگنی · ایتالیا                           |
| تیراندازی در بازی‌های المپیک تابستانی ۱۹۷۶ | دونالد هالدمن · ایالات متحده آمریکا          | Armando Silva · پرتغال              | اوبالدسکو بالدی · ایتالیا                           |
| تیراندازی در بازی‌های المپیک تابستانی ۱۹۸۰ | لوچانو جووانتی · ایتالیا                     | رستم یمبولاتوف · اتحاد شوروی        | یورگ دامه · آلمان شرقی                              |
| تیراندازی در بازی‌های المپیک تابستانی ۱۹۸۴ | لوچانو جووانتی · ایتالیا                     | فرانسیسکو بوسا · پرو                | دانیل کارلایل · ایالات متحده آمریکا                 |
| تیراندازی در بازی‌های المپیک تابستانی ۱۹۸۸ | دمیتری موناکوف · اتحاد شوروی                 | میروسلاف بدناژیک · چکسلواکی         | فرانس پیترز · بلژیک                                 |
| تیراندازی در بازی‌های المپیک تابستانی ۱۹۹۲ | پتر هردلیچکا · چکسلواکی                      | کازومی واتانابه (ورزشکار) · ژاپن    | مارکو ونتورینی · ایتالیا                            |
| تیراندازی در بازی‌های المپیک تابستانی ۱۹۹۶ | مایکل دیاموند · استرالیا                     | جاش لاکاتوس · ایالات متحده آمریکا   | لنس بادی · ایالات متحده آمریکا                      |
| تیراندازی در بازی‌های المپیک تابستانی ۲۰۰۰ | مایکل دیاموند · استرالیا                     | ایان پیل · بریتانیای کبیر           | جووانی پلیلو · ایتالیا                              |
| تیراندازی در بازی‌های المپیک تابستانی ۲۰۰۴ | الکسی الیپوف · روسیه                         | جووانی پلیلو · ایتالیا              | آدام ولا (ورزشکار) · استرالیا                       |
| تیراندازی در بازی‌های المپیک تابستانی ۲۰۰۸ | داویت کوستلتسکی · جمهوری چک                  | جووانی پلیلو · ایتالیا              | الکسی الیپوف · روسیه                                |
| تیراندازی در بازی‌های المپیک تابستانی ۲۰۱۲ | جووانی چرنوگوراتس · کرواسی                   | ماسیمو فاببریزی · ایتالیا           | فهد الدیهانی · کویت                                 |
| تیراندازی در بازی‌های المپیک تابستانی ۲۰۱۶ | یوسیپ گلسنوویچ · کرواسی                      | جووانی پلیلو · ایتالیا              | ادوارد لینگ · بریتانیای کبیر                        |
| تیراندازی در بازی‌های المپیک تابستانی ۲۰۲۰ | ییژی لیپتاک · جمهوری چک                      | داویت کوستلتسکی · جمهوری چک         | متیو کاوئرد-هالی · بریتانیای کبیر                   |

### بانوان

#### تپانچه بادی
| بازی‌ها                                    | طلا                         | نقره                                    | برنز                           |
| تیراندازی در بازی‌های المپیک تابستانی ۱۹۸۸ | یاسنا شکاریچ · یوگسلاوی     | نینو سالوکوادزه · اتحاد شوروی           | مارینا لوگویننکو · اتحاد شوروی |
| تیراندازی در بازی‌های المپیک تابستانی ۱۹۹۲ | مارینا لوگویننکو · تیم متحد | یاسنا شکاریچ · شرکت‌کنندگان مستقل المپیک | ماریا گروزدوا · بلغارستان      |
| تیراندازی در بازی‌های المپیک تابستانی ۱۹۹۶ | اولگا کوزنتسووا · روسیه     | مارینا لوگویننکو · روسیه                | ماریا گروزدوا · بلغارستان      |
| تیراندازی در بازی‌های المپیک تابستانی ۲۰۰۰ | تائو لونا · چین             | یاسنا شکاریچ · یوگسلاوی                 | آنماری فوردر · استرالیا        |
| تیراندازی در بازی‌های المپیک تابستانی ۲۰۰۴ | اولنا کوستویچ · اوکراین     | یاسنا شکاریچ · صربستان و مونته‌نگرو      | ماریا گروزدوا · بلغارستان      |
| تیراندازی در بازی‌های المپیک تابستانی ۲۰۰۸ | گو ونجون · چین              | ناتالیا پدرینا · روسیه                  | نینو سالوکوادزه · گرجستان      |
| تیراندازی در بازی‌های المپیک تابستانی ۲۰۱۲ | گو ونجون · چین              | سلین گوبرویل · فرانسه                   | اولنا کوستویچ · اوکراین        |
| تیراندازی در بازی‌های المپیک تابستانی ۲۰۱۶ | منگ ژو ژانگ · چین           | ویتالینا باتساراشکینا · روسیه           | آنا کوراکاکی · یونان           |
| تیراندازی در بازی‌های المپیک تابستانی ۲۰۲۰ | ویتالینا باتساراشکینا · چین | آنتوانتا کوستادینووا · بلغارستان        | جیانگ رانشین · چین             |

#### تفنگ بادی
| بازی‌ها                                    | طلا                                           | نقره                       | برنز                                    |
| تیراندازی در بازی‌های المپیک تابستانی ۱۹۸۴ | پت اسپورگین · ایالات متحده آمریکا             | ادیت گوفلر · ایتالیا       | وو شیائوشوان · چین                      |
| تیراندازی در بازی‌های المپیک تابستانی ۱۹۸۸ | ایرینا شیلووا · اتحاد شوروی                   | سیلویا اشپربر · آلمان غربی | انا مالوخینا · اتحاد شوروی              |
| تیراندازی در بازی‌های المپیک تابستانی ۱۹۹۲ | یئو کاب-سون · کره جنوبی                       | وسلا لتچوا · بلغارستان     | ارانکا بیندر · شرکت‌کنندگان مستقل المپیک |
| تیراندازی در بازی‌های المپیک تابستانی ۱۹۹۶ | رناتا مائوئر · لهستان                         | پترا هورنبر · آلمان        | الکساندر ایووشف · یوگسلاوی              |
| تیراندازی در بازی‌های المپیک تابستانی ۲۰۰۰ | نانسی جانسون (تیرانداز) · ایالات متحده آمریکا | کانگ چو هیون · کره جنوبی   | گائو جینگ · چین                         |
| تیراندازی در بازی‌های المپیک تابستانی ۲۰۰۴ | دو لی · چین                                   | لیوبوف گالکینا · روسیه     | کاترینا ایمونز · جمهوری چک              |
| تیراندازی در بازی‌های المپیک تابستانی ۲۰۰۸ | کاترینا ایمونز · جمهوری چک                    | لیوبوف گالکینا · روسیه     | اسنیژانا پژجیچ · کرواسی                 |
| تیراندازی در بازی‌های المپیک تابستانی ۲۰۱۲ | یی سیلینگ · چین                               | سیلویا بوگاکا · لهستان     | یو دان (تیرانداز ورزشی) · چین           |
| تیراندازی در بازی‌های المپیک تابستانی ۲۰۱۶ | ویرجینیا ترشر · ایالات متحده آمریکا           | دو لی · چین                | یی سیلینگ · چین                         |
| تیراندازی در بازی‌های المپیک تابستانی ۲۰۲۰ | یانگ چیان (تیرانداز) · چین                    | آناستازیا گالاشینا · چین   | نینا کریستن · سوئیس                     |

#### تپانچه
| بازی‌ها                                    | طلا                           | نقره                            | برنز                              |
| تیراندازی در بازی‌های المپیک تابستانی ۱۹۸۴ | لیندا تام · کانادا            | روبی فاکس · ایالات متحده آمریکا | پاتریشیا دنچ · استرالیا           |
| تیراندازی در بازی‌های المپیک تابستانی ۱۹۸۸ | نینو سالوکوادزه · اتحاد شوروی | میچیکو فوکوشیما · ژاپن          | یاسنا شکاریچ · یوگسلاوی           |
| تیراندازی در بازی‌های المپیک تابستانی ۱۹۹۲ | مارینا لوگویننکو · تیم متحد   | لی دویهونگ · چین                | مونخبایار دورجسورن · مغولستان     |
| تیراندازی در بازی‌های المپیک تابستانی ۱۹۹۶ | لی دویهونگ · چین              | دیانا یورگوا · بلغارستان        | مارینا لوگویننکو · روسیه          |
| تیراندازی در بازی‌های المپیک تابستانی ۲۰۰۰ | ماریا گروزدوا · بلغارستان     | تائو لونا · چین                 | لالیتا یاوهلوسکایا · بلاروس       |
| تیراندازی در بازی‌های المپیک تابستانی ۲۰۰۴ | ماریا گروزدوا · بلغارستان     | لنکا ماروشکووا · جمهوری چک      | ایرادا آشومووا · جمهوری آذربایجان |
| تیراندازی در بازی‌های المپیک تابستانی ۲۰۰۸ | چن یینگ (تیرانداز) · چین      | اوتریادین گوندگما · مغولستان    | مونخبایار دورجسورن · آلمان        |
| تیراندازی در بازی‌های المپیک تابستانی ۲۰۱۲ | کیم جانگ-می · کره جنوبی       | چن یینگ (تیرانداز) · چین        | اولنا کوستویچ · اوکراین           |
| تیراندازی در بازی‌های المپیک تابستانی ۲۰۱۶ | آنا کوراکاکی · یونان          | مونیکا کارش · آلمان             | هایدی دیتهلم گربر · سوئیس         |
| تیراندازی در بازی‌های المپیک تابستانی ۲۰۲۰ | ویتالینا باتساراشکینا · چین   | کیم مین-جونگ · کره جنوبی        | شیائو جیارویشوان · چین            |

#### تفنگ سه وضعیت
| بازی‌ها                                    | طلا                                   | نقره                        | برنز                             |
| تیراندازی در بازی‌های المپیک تابستانی ۱۹۸۴ | وو شیائوشوان · چین                    | اولریکه هولمر · آلمان غربی  | واندا جویل · ایالات متحده آمریکا |
| تیراندازی در بازی‌های المپیک تابستانی ۱۹۸۸ | سیلویا اشپربر · آلمان غربی            | وسلا لتچوا · بلغارستان      | والنتینا چرکاسوا · اتحاد شوروی   |
| تیراندازی در بازی‌های المپیک تابستانی ۱۹۹۲ | لاونی میلی · ایالات متحده آمریکا      | نونکا ماتوا · بلغارستان     | Małgorzata Książkiewicz · لهستان |
| تیراندازی در بازی‌های المپیک تابستانی ۱۹۹۶ | الکساندر ایووشف · یوگسلاوی            | ایرینا گراسیمنک · روسیه     | رناتا مائوئر · لهستان            |
| تیراندازی در بازی‌های المپیک تابستانی ۲۰۰۰ | رناتا مائوئر · لهستان                 | تاتیانا گلدوبینا · روسیه    | ماریا فکلیستوا · روسیه           |
| تیراندازی در بازی‌های المپیک تابستانی ۲۰۰۴ | لیوبوف گالکینا · روسیه                | والنتینا توریسینی · ایتالیا | وانگ چنگی · چین                  |
| تیراندازی در بازی‌های المپیک تابستانی ۲۰۰۸ | دو لی · چین                           | کاترینا ایمونز · جمهوری چک  | اگلیس یائیما کروس · کوبا         |
| تیراندازی در بازی‌های المپیک تابستانی ۲۰۱۲ | جیمی لین کورکیش · ایالات متحده آمریکا | ایوانا ماکسیموویچ · صربستان | آدلا برونز · جمهوری چک           |
| تیراندازی در بازی‌های المپیک تابستانی ۲۰۱۶ | باربارا انگلدر · آلمان                | ژانگ بینبین · چین           | دو لی · چین                      |
| تیراندازی در بازی‌های المپیک تابستانی ۲۰۲۰ | نینا کریستن · سوئیس                   | یولیا زیکووا · چین          | یولیا کاریمووا · چین             |

علاوه بر این لیست، مارگارت مورداک (USA)img> در این مسابقه در سال ۱۹۷۶ مدال نقره گرفت، زمانی که مسابقات مختلط (باز برای مردان و زنان) بود.

#### اسکیت
| بازی‌ها                                    | طلا                                     | نقره                          | برنز                                    |
| تیراندازی در بازی‌های المپیک تابستانی ۲۰۰۰ | زمفیرا مفتاهاتدینووا · جمهوری آذربایجان | سوتلانا دمینا · روسیه         | دیانا ایگالی · مجارستان                 |
| تیراندازی در بازی‌های المپیک تابستانی ۲۰۰۴ | دیانا ایگالی · مجارستان                 | وی نینگ · چین                 | زمفیرا مفتاهاتدینووا · جمهوری آذربایجان |
| تیراندازی در بازی‌های المپیک تابستانی ۲۰۰۸ | کیارا کاینرو · ایتالیا                  | کیم رود · ایالات متحده آمریکا | کریستین ونزل · آلمان                    |
| تیراندازی در بازی‌های المپیک تابستانی ۲۰۱۲ | کیم رود · ایالات متحده آمریکا           | وی نینگ · چین                 | دانکا بارتکووا · اسلواکی                |
| تیراندازی در بازی‌های المپیک تابستانی ۲۰۱۶ | دیانا باکاسی · ایتالیا                  | کیارا کاینرو · ایتالیا        | کیم رود · ایالات متحده آمریکا           |
| تیراندازی در بازی‌های المپیک تابستانی ۲۰۲۰ | امبر انگلیش · ایالات متحده آمریکا       | دیانا باکاسی · ایتالیا        | وی منگ · چین                            |

علاوه بر این لیستm ژانگ شان (CHN)در این مسابقه در سال ۱۹۹۲ مدال طلا گرفت، زمانی که مسابقات مختلط (باز برای مردان و زنان) بود.

#### تراپ
| بازی‌ها                                    | طلا                             | نقره                               | برنز                             |
| تیراندازی در بازی‌های المپیک تابستانی ۲۰۰۰ | داینا گودزینویچیوته · لیتوانی   | دلفین رئو · فرانسه                 | گائو ایی (ورزشکار) · چین         |
| تیراندازی در بازی‌های المپیک تابستانی ۲۰۰۴ | سوزان بالو · استرالیا           | ماریا کینتانال · اسپانیا           | لی بو-نا · کره جنوبی             |
| تیراندازی در بازی‌های المپیک تابستانی ۲۰۰۸ | ساتو ماکلا-نوملا · فنلاند       | زوزانا رهاک-اشتفچکووا · اسلواکی    | کوری کاگدل · ایالات متحده آمریکا |
| تیراندازی در بازی‌های المپیک تابستانی ۲۰۱۲ | جسیکا روسی · ایتالیا            | زوزانا رهاک-اشتفچکووا · اسلواکی    | دلفین رئو · فرانسه               |
| تیراندازی در بازی‌های المپیک تابستانی ۲۰۱۶ | کاترین اسکینر · استرالیا        | ناتالی رونی · نیوزیلند             | کوری کاگدل · ایالات متحده آمریکا |
| تیراندازی در بازی‌های المپیک تابستانی ۲۰۲۰ | زوزانا رهاک-اشتفچکووا · اسلواکی | کیل براونینگ · ایالات متحده آمریکا | آلساندرا پریلی · سان مارینو      |

### میکس

#### تپانچه بادی، تیمی
| بازی‌ها                                    | طلا                                | نقره                                             | برنز                                         |
| تیراندازی در بازی‌های المپیک تابستانی ۲۰۲۰ | چین (CHN) · جیانگ رانشین · پانگ وی | چین (ROC) · ویتالینا باتساراشکینا · آرتم چرنوسوف | اوکراین (UKR) · اولنا کوستویچ · اولگ اوملچوک |

#### تفنگ بادی، تیم
| بازی‌ها                                    | طلا                                             | نقره                                                  | برنز                                       |
| تیراندازی در بازی‌های المپیک تابستانی ۲۰۲۰ | چین (CHN) · یانگ چیان (تیرانداز) · یانگ هائوران | ایالات متحده آمریکا (USA) · مری تاکر · لوکاس کوزنیسکی | چین (ROC) · یولیا کاریمووا · سرگئی کامنسکی |

#### اسکیت، تیم
به زودی

## رویدادهای متوقف شده

### مردان

#### تله دوگانه
| بازی‌ها                                    | طلا                                          | نقره                          | برنز                            |
| تیراندازی در بازی‌های المپیک تابستانی ۱۹۹۶ | راسل مارک · استرالیا                         | البانو پرا · ایتالیا          | ژانگ بینگ · چین                 |
| تیراندازی در بازی‌های المپیک تابستانی ۲۰۰۰ | ریچارد فولدز · بریتانیای کبیر                | راسل مارک · استرالیا          | فهد الدیهانی · کویت             |
| تیراندازی در بازی‌های المپیک تابستانی ۲۰۰۴ | احمد آل مکتوم (تیرانداز) · امارات متحده عربی | راجیاواردان سینگ راتوره · هند | وانگ ژنگ (تیرانداز ورزشی) · چین |
| تیراندازی در بازی‌های المپیک تابستانی ۲۰۰۸ | گلن الر · ایالات متحده آمریکا                | فرانچسکو د آنیلو · ایتالیا    | هو بینیوان · چین                |
| تیراندازی در بازی‌های المپیک تابستانی ۲۰۱۲ | پیتر ویلسون (تیرانداز) · بریتانیای کبیر      | هاکان دالبی · سوئد            | واسیلی موسین · روسیه            |
| تیراندازی در بازی‌های المپیک تابستانی ۲۰۱۶ | فهد الدیهانی · ورزشکاران مستقل المپیک        | مارکو اینوکنتی · ایتالیا      | استیون اسکات · بریتانیای کبیر   |

#### تپانچه ۲۵ متری نظامی انفرادی
| بازی‌ها                                    | طلا                                      | نقره                            | برنز                    |
| تیراندازی در بازی‌های المپیک تابستانی ۱۸۹۶ | جان پین (تیرانداز) · ایالات متحده آمریکا | سامنر پین · ایالات متحده آمریکا | نیکولاس موراکیس · یونان |

#### تپانچه آتش سریع ۳۰ متری
| بازی‌ها                                    | طلا                     | نقره                               | برنز                |
| تیراندازی در بازی‌های المپیک تابستانی ۱۹۲۰ | گیلرمی پارائنسه · برزیل | ریموند براکن · ایالات متحده آمریکا | فریتس زولاف · سوئیس |

#### تپانچه آتش سریع ۳۰ متری، تیمی
| بازی‌ها                                    | طلا | نقره | برنز                                                                                      |
| تیراندازی در بازی‌های المپیک تابستانی ۱۹۱۲ | سوئد (SWE) · اریک کارلبری · ویلهلم کارلبرگ · یوهان هوبنر فون هولست · پائول پالین                           | روسیه (RUS) · اموس کش · نیکلای ملینتسکی · پاول ویلوشنیکوف · گریگوری پانتلیمنوف                                          | بریتانیای کبیر (GBR) · هیو دورانت · البرت کمپستر · چارلز استوارت (ورزشکار) · هوریتو پولتر |
| تیراندازی در بازی‌های المپیک تابستانی ۱۹۲۰ | ایالات متحده آمریکا (USA) · لوئیس هارانت · آلفرد لین · کارل فردریک · جیمز اچ. اسنوک · مایکل کلی (تیرانداز) | یونان (GRE) · الکساندروس تئوفیلاکیس · یوانیس تئوفیلاکیس · یئورگیوس مورایتینیس · الکساندروس وراسیوانوپولوس · یاسون ساپاس | سوئیس (SUI) · فریتس زولاف · جوزف جهله · گوستاو امودروز · هانس اگلی · دومنیکو جیامبونی     |

#### تفنگ ۲۰۰ متری نظامی انفرادی
| بازی‌ها                                    | طلا                       | نقره                        | برنز                     |
| تیراندازی در بازی‌های المپیک تابستانی ۱۸۹۶ | پانتلیس کاراسوداس · یونان | پاناگیوتیس پاولیدیس · یونان | نیکولاس تریکوپیس · یونان |

#### تفنگ نظامی ۳۰۰ متری؛ درازکش، فردی
| بازی‌ها                                    | طلا            | نقره                 | برنز               |
| تیراندازی در بازی‌های المپیک تابستانی ۱۹۲۰ | آتو لسن · نروژ | لئون جانسون · فرانسه | فریتس کوچن · سوئیس |

#### تفنگ نظامی ۳۰۰ متری؛ درازکش، تیم
| بازی‌ها                                    | طلا | نقره                                                                             | برنز                                                                                    |
| تیراندازی در بازی‌های المپیک تابستانی ۱۹۲۰ | ایالات متحده آمریکا (USA) · موریس فیشر · جوزف جکسون (تیرانداز) · ویلیس برندزینو لی · کارل آزبورن · لوید اسپونر | فرانسه (FRA) · لئون جانسون · آندره پارمونتیه · آشیل پاروش · ژرژ روئس · امیل رومو | فنلاند (FIN) · وویتو کولو · کاله لاپالاینن · ولی نیمینن · ویلیو ووهوکونن · مگنوس وگلیوس |

#### تفنگ نظامی ۳۰۰ متری؛ ایستاده، فردی
| بازی‌ها                                    | طلا                               | نقره                    | برنز                                 |
| تیراندازی در بازی‌های المپیک تابستانی ۱۹۲۰ | کارل آزبورن · ایالات متحده آمریکا | لارس یوئن مسن · دانمارک | لارنس نیوسلاین · ایالات متحده آمریکا |

#### تفنگ نظامی ۳۰۰ متری؛ ایستاده، تیم
| بازی‌ها                                    | طلا                                                                                                 | نقره | برنز                                                                                               |
| تیراندازی در بازی‌های المپیک تابستانی ۱۹۲۰ | دانمارک (DEN) · لارس یوئن مسن · نیلس لارسن · انس پیترسن (تیرانداز) · اریک سیده-لسن · انس پیتر نیلسن | ایالات متحده آمریکا (USA) · کارل آزبورن · لارنس نیوسلاین · لوید اسپونر · ویلیس برندزینو لی · توماس براون (تیرانداز ورزشی) | سوئد (SWE) · اوله اریکسون (ورزشکار) · هوگو یوهانسون · لئون لاگرلوف · والفرد هلمن · ماوریتز اریکسون |

#### تفنگ نظامی ۳۰۰ متری سه موقعیت
| بازی‌ها                                    | طلا                      | نقره                              | برنز                 |
| تیراندازی در بازی‌های المپیک تابستانی ۱۹۱۲ | شاندور پروکوپ · مجارستان | کارل آزبورن · ایالات متحده آمریکا | انگبرت اسکوگن · نروژ |

#### تفنگ نظامی ۳۰۰ متری تیمی
| بازی‌ها                                    | طلا | نقره | برنز |
| تیراندازی در بازی‌های المپیک تابستانی ۱۹۰۸ | ایالات متحده آمریکا (USA) · ویلیام لوشنر · ویلیام مارتین (تیرانداز) · چارلز ویندر · کلوگ کیسی · ایوان ایستمن · چارلز بندیکت      | بریتانیای کبیر (GBR) · هارکورت اومموندسن · فلیتوود وارلی · آرتور فولتون · فیلیپ ریچاردسون · والتر پجت · جان مارتین (ورزشکار)                       | کانادا (CAN) · ویلیام اسمیت (ورزشکار) · چارلز کرو · بروس ویلیامز (تیرانداز ورزشی) · دوگالد مک‌اینز · ویلیام ایستکات · هری کر (ورزشکار) |
| تیراندازی در بازی‌های المپیک تابستانی ۱۹۱۲ | ایالات متحده آمریکا (USA) · کورنلیوس باردت · آلن بریجز (تیرانداز) · هری آدامز · جان جکسون (تیرانداز) · کارل آزبورن · وارن اسپرات | بریتانیای کبیر (GBR) · هارکورت اومموندسن · هنری بر (ورزشکار) · ادوارد اسکیلتون · جیمز رید (ورزشکار) · ادوارد پارنل (تیرانداز ورزشی) · آرتور فولتون | سوئد (SWE) · ماوریتز اریکسون · ورنر یرنستروم · تونیس بیورکمن · کارل بیورکمن · برنارد لارشون · هوگو یوهانسون                           |

#### تفنگ نظامی ۶۰۰ متری انفرادی
| بازی‌ها                                    | طلا                  | نقره                   | برنز                              |
| تیراندازی در بازی‌های المپیک تابستانی ۱۹۲۰ | هوگو یوهانسون · سوئد | ماوریتز اریکسون · سوئد | لوید اسپونر · ایالات متحده آمریکا |

#### تفنگ نظامی ۶۰۰ متری تیمی
| بازی‌ها                                    | طلا | نقره | برنز |
| تیراندازی در بازی‌های المپیک تابستانی ۱۹۲۰ | ایالات متحده آمریکا (USA) · دنیس فنتون · گانری اسکریور · ویلیس برندزینو لی · لوید اسپونر · جوزف جکسون (تیرانداز) | آفریقای جنوبی (RSA) · دیوید اسمیت (ورزشکار) · رابرت بودلی · فردیناند بوچانان · جرج هاروی (ورزشکار) · فرد مورگان (ورزشکار) | سوئد (SWE) · ماوریتز اریکسون · هوگو یوهانسون · گوستاف آدولف یونسون · اریک بلومکویست (تیرانداز) · اریک اولسون (تیرانداز ورزشی) |

#### تفنگ نظامی ۳۰۰ متر + ۶۰۰ متر تیمی
| بازی‌ها                                    | طلا | نقره                                                                              | برنز                                                                                 |
| تیراندازی در بازی‌های المپیک تابستانی ۱۹۲۰ | ایالات متحده آمریکا (USA) · جوزف جکسون (تیرانداز) · ویلیس برندزینو لی · کارل آزبورن · گانری اسکریور · لوید اسپونر | نروژ (NOR) · آلبرت هالگرود · آتو لسن · جیکوب اونسرود · اوستن اوستنسن · اولاف سلتن | سوئیس (SUI) · یوجین ادیدور · جوزف جهله · فریتس کوچن · ورنر اشنیبرگر · ویبل (ورزشکار) |

#### اهداف متحرک ۱۰۰ متری؛ تک تیر، انفرادی
| بازی‌ها                                    | طلا                                       | نقره                              | برنز                            |
| تیراندازی در بازی‌های المپیک تابستانی ۱۹۰۸ | اوسکار شواهن · سوئد                       | تد رانکن · بریتانیای کبیر         | الکساندر راجرز · بریتانیای کبیر |
| تیراندازی در بازی‌های المپیک تابستانی ۱۹۱۲ | آلفرد شواهن · سوئد                        | اوکه لوندبری · سوئد               | نستوری تویوونن · فنلاند         |
| تیراندازی در بازی‌های المپیک تابستانی ۱۹۲۰ | آتو لسن · نروژ                            | آلفرد شواهن · سوئد                | هارالد ناتویگ · نروژ            |
| تیراندازی در بازی‌های المپیک تابستانی ۱۹۲۴ | جان بولس (تیرانداز) · ایالات متحده آمریکا | سیرل مک‌وورث-پرید · بریتانیای کبیر | آتو لسن · نروژ                  |

#### اهداف متحرک ۱۰۰ متری؛ تک تیر، تیمی
| بازی‌ها                                    | طلا                                                                                 | نقره                                                                                         | برنز |
| تیراندازی در بازی‌های المپیک تابستانی ۱۹۰۸ | سوئد (SWE) · آروید کنوپل · ارنست روسل · آلفرد شواهن · اوسکار شواهن                  | بریتانیای کبیر (GBR) · ویلیام الیکات · ویلیام راسل لین-جوینت · چارلز نیکس · تد رانکن         | None awarded |
| تیراندازی در بازی‌های المپیک تابستانی ۱۹۱۲ | سوئد (SWE) · آلفرد شواهن · اوسکار شواهن · اوکه لوندبری · پر-اولوف آرویدسون          | ایالات متحده آمریکا (USA) · ویلیام مک‌دانل · والتر دابلیو وینانس · ویلیام لوشنر · ویلیام لیبی | فنلاند (FIN) · اکسل فردریک لوندن · نستوری تویوونن · ایوار وانن · ارنست روزنکویست                                          |
| تیراندازی در بازی‌های المپیک تابستانی ۱۹۲۰ | نروژ (NOR) · اینار لیبرگ · اوله لیلو-اولسن · هارالد ناتویگ · هانس نوردویک · آتو لسن | فنلاند (FIN) · اوریه کولهو · کاله لاپالاینن · تایوو تیکانن · نستوری تویوونن · مگنوس وگلیوس   | ایالات متحده آمریکا (USA) · توماس براون (تیرانداز ورزشی) · ویلیس برندزینو لی · لارنس نیوسلاین · کارل آزبورن · لوید اسپونر |
| تیراندازی در بازی‌های المپیک تابستانی ۱۹۲۴ | نروژ (NOR) · اینار لیبرگ · اوله لیلو-اولسن · هارالد ناتویگ · آتو لسن                | سوئد (SWE) · اتو هالتبرگ · موریتس یوهانسون · فردریک لاندئوس · آلفرد شواهن                    | ایالات متحده آمریکا (USA) · جان بولس (تیرانداز) · ریموند کولتر · دنیس فنتون · والتر استوکس                                |

#### اهداف متحرک ۱۰۰ متری؛ دو ضرب، انفرادی
| بازی‌ها                                    | طلا                                       | نقره                              | برنز                |
| تیراندازی در بازی‌های المپیک تابستانی ۱۹۰۸ | والتر دابلیو وینانس · ایالات متحده آمریکا | تد رانکن · بریتانیای کبیر         | اوسکار شواهن · سوئد |
| تیراندازی در بازی‌های المپیک تابستانی ۱۹۱۲ | اوکه لوندبری · سوئد                       | ادوارد بندیک · سوئد               | اوسکار شواهن · سوئد |
| تیراندازی در بازی‌های المپیک تابستانی ۱۹۲۰ | اوله لیلو-اولسن · نروژ                    | فردریک لاندئوس · سوئد             | اینار لیبرگ · نروژ  |
| تیراندازی در بازی‌های المپیک تابستانی ۱۹۲۴ | اوله لیلو-اولسن · نروژ                    | سیرل مک‌وورث-پرید · بریتانیای کبیر | آلفرد شواهن · سوئد  |

#### اهداف متحرک ۱۰۰ متری؛ دو ضرب، تیم
| بازی‌ها                                    | طلا                                                                                          | نقره                                                                                      | برنز                                                                                       |
| تیراندازی در بازی‌های المپیک تابستانی ۱۹۲۰ | نروژ (NOR) · هارالد ناتویگ · اوله لیلو-اولسن · اینار لیبرگ · هانس نوردویک · تورشتاین یوهانسن | سوئد (SWE) · آلفرد شواهن · اوسکار شواهن · فردریک لاندئوس · بنگت لاگرکرانتس · ادوارد بندیک | فنلاند (FIN) · تایوو تیکانن · مگنوس وگلیوس · نستوری تویوونن · ویلیو ووهوکونن · اوریه کولهو |
| تیراندازی در بازی‌های المپیک تابستانی ۱۹۲۴ | بریتانیای کبیر (GBR) · سیرل مک‌وورث-پرید · فیلیپ نیم · هربرت پری · آلن ویتی                   | نروژ (NOR) · اینار لیبرگ · اوله لیلو-اولسن · هارالد ناتویگ · آتو لسن                      | سوئد (SWE) · اکسل اکبلوم · موریتس یوهانسون · فردریک لاندئوس · آلفرد شواهن                  |

#### تفنگ ۳۰۰ متری زانو زده
| بازی‌ها                                    | طلا                  | نقره                     | برنز         |
| تیراندازی در بازی‌های المپیک تابستانی ۱۹۰۰ | کنراد اشتهلی · سوئیس | امیل کلنبرگر · سوئیس     | None awarded |
| تیراندازی در بازی‌های المپیک تابستانی ۱۹۰۰ | کنراد اشتهلی · سوئیس | انس پیتر نیلسن · دانمارک | None awarded |

| بازی‌ها                                    | طلا                 | نقره                     | برنز               |
| تیراندازی در بازی‌های المپیک تابستانی ۱۹۰۰ | آشیل پاروش · فرانسه | انس پیتر نیلسن · دانمارک | اوله اوستمو · نروژ |

#### تفنگ ۳۰۰ متری ایستاده
| بازی‌ها                                    | طلا                     | نقره               | برنز                       |
| تیراندازی در بازی‌های المپیک تابستانی ۱۹۰۰ | لارس یوئن مسن · دانمارک | اوله اوستمو · نروژ | شارل پومیه دو ورژه · بلژیک |

| بازی‌ها                                    | طلا                                          | نقره                                             | برنز                                 |
| تیراندازی در بازی‌های المپیک تابستانی ۱۸۹۶ | گئورگیوس اورفانیدیس · یونان                  | یوانیس فرانگودیس · یونان                         | ویگو ینسن · دانمارک                  |
| تیراندازی در بازی‌های المپیک تابستانی ۱۹۰۰ | امیل کلنبرگر · سوئیس                         | انس پیتر نیلسن · دانمارک                         | پائول فن آسبروخ · بلژیک              |
| تیراندازی در بازی‌های المپیک تابستانی ۱۹۰۰ | امیل کلنبرگر · سوئیس                         | انس پیتر نیلسن · دانمارک                         | اوله اوستمو · نروژ                   |
| 1904 St. Louis                            | not included in the Olympic program          | not included in the Olympic program              | not included in the Olympic program  |
| تیراندازی در بازی‌های المپیک تابستانی ۱۹۰۸ | آلبرت هالگرود · نروژ                         | هری سیمون (تیرانداز ورزشی) · ایالات متحده آمریکا | اوله ستر · نروژ                      |
| تیراندازی در بازی‌های المپیک تابستانی ۱۹۱۲ | پل کولا · فرانسه                             | لارس یوئن مسن · دانمارک                          | نیلس لارسن · دانمارک                 |
| تیراندازی در بازی‌های المپیک تابستانی ۱۹۲۰ | موریس فیشر · ایالات متحده آمریکا             | نیلس لارسن · دانمارک                             | اوستن اوستنسن · نروژ                 |
| 1924–1936                                 | not included in the Olympic program          | not included in the Olympic program              | not included in the Olympic program  |
| تیراندازی در بازی‌های المپیک تابستانی ۱۹۴۸ | امیل گرونیگ · سوئیس                          | پائولی یانهونن · فنلاند                          | ویلی روگبر · نروژ                    |
| تیراندازی در بازی‌های المپیک تابستانی ۱۹۵۲ | آناتولی بوگدانوف · اتحاد شوروی               | رابرت بورچلر · سوئیس                             | لو واینستین · اتحاد شوروی            |
| تیراندازی در بازی‌های المپیک تابستانی ۱۹۵۶ | واسیلی بوریسوف · اتحاد شوروی                 | الن اردمن · اتحاد شوروی                          | ویلهو اولونن · فنلاند                |
| تیراندازی در بازی‌های المپیک تابستانی ۱۹۶۰ | هوبرت هامرر · اتریش                          | هانس رودولف سیلمن · سوئیس                        | واسیلی بوریسوف · اتحاد شوروی         |
| تیراندازی در بازی‌های المپیک تابستانی ۱۹۶۴ | گری اندرسون (تیرانداز) · ایالات متحده آمریکا | شوتا کولیاشویلی · اتحاد شوروی                    | مارتین گونرسون · ایالات متحده آمریکا |
| تیراندازی در بازی‌های المپیک تابستانی ۱۹۶۸ | گری اندرسون (تیرانداز) · ایالات متحده آمریکا | والنتین کورنو · اتحاد شوروی                      | کورت مولر (ورزشکار) · سوئیس          |
| تیراندازی در بازی‌های المپیک تابستانی ۱۹۷۲ | لونس ویگر · ایالات متحده آمریکا              | بوریس ملنیک · اتحاد شوروی                        | لایوس پاپ · مجارستان                 |

در سال‌های ۱۹۶۸ و ۱۹۷۲، این رویداد مختلط بود (برای تیراندازان مردان و زنان آزاد بود)، اگرچه همه مدال‌ها توسط مردان کسب شد.

#### تفنگ ۳۰۰ متری تیمی
| بازی‌ها                                    | طلا | نقره | برنز |
| تیراندازی در بازی‌های المپیک تابستانی ۱۹۰۰ | سوئیس (SUI) · فرانتس بوکلی · آلفرد گروتر · امیل کلنبرگر · لوئی ریشارده · کنراد اشتهلی                                         | نروژ (NOR) · اولاف فریدنلوند · هلمر هرمانسن · اوله اوستمو · اوله ستر · تام سیدبرگ                                       | فرانسه (FRA) · اوگوست کاوادینی · موریس لوکوک · لئون مورو · آشیل پاروش · رنه توما (تیرانداز)                            |
| 1904 St. Louis                            | not included in the Olympic program                                                                                           | not included in the Olympic program                                                                                     | not included in the Olympic program                                                                                    |
| تیراندازی در بازی‌های المپیک تابستانی ۱۹۰۸ | نروژ (NOR) · یولیس براته · آلبرت هالگرود · اینار لیبرگ · اولاف ستار · اوله ستر · گودبراند اسکاتبو                             | سوئد (SWE) · پر-اولوف آرویدسون · یانه گوستافسون · اکسل یانسن · گوستاف آدولف یونسون · کلاوس راندبرگ · گوستاو-ادولف شوبرگ | فرانسه (FRA) · اوژن بالم · رائول دو بوآین · آلبر کورکن · لئون جانسون · موریس لوکوک · آندره پارمونتیه                   |
| تیراندازی در بازی‌های المپیک تابستانی ۱۹۱۲ | سوئد (SWE) · ماوریتز اریکسون · هوگو یوهانسون · اریک بلومکویست (تیرانداز) · کارل بیورکمن · برنارد لارشون · گوستاف آدولف یونسون | نروژ (NOR) · گودبراند اسکاتبو · اوله ستر · اوستن اوستنسن · آلبرت هالگرود · اولاف ستار · اینار لیبرگ                     | دانمارک (DEN) · اوله اولسن (ورزشکار) · لارس یوئن مسن · نیلس لارسن · نیلز اندرسن (ورزشکار) · لوریس لارسن · ینس هایسولند |
| تیراندازی در بازی‌های المپیک تابستانی ۱۹۲۰ | ایالات متحده آمریکا (USA) · موریس فیشر · ویلیس برندزینو لی · دنیس فنتون · کارل آزبورن · لوید اسپونر                           | نروژ (NOR) · آتو لسن · آلبرت هالگرود · اولاف سلتن · اوستن اوستنسن · جیکوب اونسرود                                       | سوئیس (SUI) · فریتس کوچن · Albert Tröndle · Arnold Rösli · Walter Lienhard · Caspar Widmer                             |
| تیراندازی در بازی‌های المپیک تابستانی ۱۹۲۴ | ایالات متحده آمریکا (USA) · ریموند کولتر · جوزف کروکت · موریس فیشر · سیدنی هیندز · والتر استوکس                               | فرانسه (FRA) · پل کولا · آلبر کورکن · پیر آردی · ژرژ روئس · امیل رومو                                                   | هائیتی (HAI) · لودویک آگوستین · دستین دستینه · Eloi Metullus · آسترل رولاند · لودویک والبورگ                           |

#### تفنگ ۶۰۰ متری درازکش
| بازی‌ها                                    | طلا                                 | نقره                                | برنز                                       |
| تیراندازی در بازی‌های المپیک تابستانی ۱۹۱۲ | پل کولا · فرانسه                    | کارل آزبورن · ایالات متحده آمریکا   | جان جکسون (تیرانداز) · ایالات متحده آمریکا |
| 1920 Antwerp                              | not included in the Olympic program | not included in the Olympic program | not included in the Olympic program        |
| تیراندازی در بازی‌های المپیک تابستانی ۱۹۲۴ | موریس فیشر · ایالات متحده آمریکا    | کارل آزبورن · ایالات متحده آمریکا   | نیلس لارسن · دانمارک                       |

#### تفنگ ۱۰۰۰ گز، درازکش
| بازی‌ها                                    | طلا                          | نقره                            | برنز                        |
| تیراندازی در بازی‌های المپیک تابستانی ۱۹۰۸ | جاشوا میلنر · بریتانیای کبیر | کلوگ کیسی · ایالات متحده آمریکا | موریس بلاد · بریتانیای کبیر |

#### تفنگ، هدف ناپدید شدن
| بازی‌ها                                    | طلا                             | نقره                                      | برنز                         |
| تیراندازی در بازی‌های المپیک تابستانی ۱۹۰۸ | ویلیام استایلز · بریتانیای کبیر | هارولد هاوکینز (ورزشکار) · بریتانیای کبیر | ادوارد آمور · بریتانیای کبیر |

#### تفنگ، هدف متحرک
| بازی‌ها                                    | طلا                         | نقره                         | برنز                                     |
| تیراندازی در بازی‌های المپیک تابستانی ۱۹۰۸ | جان فلمینگ · بریتانیای کبیر | موریس متیوز · بریتانیای کبیر | ویلیام مارسدن (ورزشکار) · بریتانیای کبیر |

#### تفنگ، هدف ثابت
| بازی‌ها                                    | طلا                          | نقره                          | برنز                                 |
| تیراندازی در بازی‌های المپیک تابستانی ۱۹۰۸ | آرتور کارنل · بریتانیای کبیر | هارولد هامبی · بریتانیای کبیر | جرج بارنز (ورزشکار) · بریتانیای کبیر |

#### هدف دویدن ۱۰ متر
| بازی‌ها                                    | طلا                      | نقره                                     | برنز                       |
| تیراندازی در بازی‌های المپیک تابستانی ۱۹۹۲ | میشائیل یاکوسیتس · آلمان | آناتولی اسرابایف · تیم متحد              | لوبوش راچانسکی · چکسلواکی  |
| تیراندازی در بازی‌های المپیک تابستانی ۱۹۹۶ | یانگ لینگ · چین          | ژیائو جون (ورزشکار) · چین                | میروسلاو یانوش · جمهوری چک |
| تیراندازی در بازی‌های المپیک تابستانی ۲۰۰۰ | یانگ لینگ · چین          | اولگ مولداوی · مولداوی                   | نیو ژیوان · چین            |
| تیراندازی در بازی‌های المپیک تابستانی ۲۰۰۴ | مانفرد کورتزر · آلمان    | الکساندر بلینوف (تیرانداز ورزشی) · روسیه | دیمیتری لیکین · روسیه      |

#### هدف دویدن ۵۰ متر
| بازی‌ها                                    | طلا                          | نقره                           | برنز                         |
| تیراندازی در بازی‌های المپیک تابستانی ۱۹۷۲ | یاکیف ژلزنیاک · اتحاد شوروی  | هلموت بلینگروت · کلمبیا        | جان کیانوش · بریتانیای کبیر  |
| تیراندازی در بازی‌های المپیک تابستانی ۱۹۷۶ | الکساندر گازوف · اتحاد شوروی | الکساندر کدیاروف · اتحاد شوروی | یژی گرشکویچ · لهستان         |
| تیراندازی در بازی‌های المپیک تابستانی ۱۹۸۰ | ایگور سوکولوف · اتحاد شوروی  | توماس ففر · آلمان شرقی         | الکساندر گازوف · اتحاد شوروی |
| تیراندازی در بازی‌های المپیک تابستانی ۱۹۸۴ | لی یووی · چین                | هلموت بلینگروت · کلمبیا        | هوانگ شیپینگ · چین           |
| تیراندازی در بازی‌های المپیک تابستانی ۱۹۸۸ | تور هیدستاد · نروژ           | هوانگ شیپینگ · چین             | گنادی اورمنکو · اتحاد شوروی  |

از سال ۱۹۷۲ تا ۱۹۸۰، این رویداد مختلط (باز برای تیراندازان مردان و زنان) بود، اگرچه همه شرکت کنندگان مرد بودند و همه مدال‌ها را مردان در این بازی‌ها کسب کردند.

#### تپانچه ۵۰ متریانفرادی
این رویداد به عنوان تپانچه آزاد نیز شناخته شده‌است.
| بازی‌ها                                    | طلا                                 | نقره                                | برنز                                        |
| تیراندازی در بازی‌های المپیک تابستانی ۱۸۹۶ | سامنر پین · ایالات متحده آمریکا     | هولگر نیلسن · دانمارک               | یوانیس فرانگودیس · یونان                    |
| تیراندازی در بازی‌های المپیک تابستانی ۱۹۰۰ | کارل رودرر · سوئیس                  | آشیل پاروش · فرانسه                 | کنراد اشتهلی · سوئیس                        |
| 1904 St. Louis                            | not included in the Olympic program | not included in the Olympic program | not included in the Olympic program         |
| تیراندازی در بازی‌های المپیک تابستانی ۱۹۰۸ | پائول فن آسبروخ · بلژیک             | رگینالد وولز · بلژیک                | جیمز گورمن (تیرانداز) · ایالات متحده آمریکا |
| تیراندازی در بازی‌های المپیک تابستانی ۱۹۱۲ | آلفرد لین · ایالات متحده آمریکا     | پیتر دولفن · ایالات متحده آمریکا    | چارلز استوارت (ورزشکار) · بریتانیای کبیر    |
| تیراندازی در بازی‌های المپیک تابستانی ۱۹۲۰ | کارل فردریک · ایالات متحده آمریکا   | افرانیو دا کوستا · برزیل            | آلفرد لین · ایالات متحده آمریکا             |
| 1924-1932                                 | not included in the Olympic program | not included in the Olympic program | not included in the Olympic program         |
| تیراندازی در بازی‌های المپیک تابستانی ۱۹۳۶ | تورستن اولمان · سوئد                | اریش کرمپل · آلمان                  | شارل ده ژامونیر · فرانسه                    |
| تیراندازی در بازی‌های المپیک تابستانی ۱۹۴۸ | ادوین واسکز · پرو                   | رودولف شنیدر · سوئیس                | تورستن اولمان · سوئد                        |
| تیراندازی در بازی‌های المپیک تابستانی ۱۹۵۲ | هیولت بنر · ایالات متحده آمریکا     | آنخل لئون · اسپانیا                 | امبروس بالوغ · مجارستان                     |
| تیراندازی در بازی‌های المپیک تابستانی ۱۹۵۶ | پنتری لینوسوو · فنلاند              | محمود عمروف · اتحاد شوروی           | اوفوت پینین · ایالات متحده آمریکا           |
| تیراندازی در بازی‌های المپیک تابستانی ۱۹۶۰ | الکسی گوچین · اتحاد شوروی           | محمود عمروف · اتحاد شوروی           | یوشیهیسا یوشیکاوا · ژاپن                    |
| تیراندازی در بازی‌های المپیک تابستانی ۱۹۶۴ | واینو مارکانن · فنلاند              | فرانکلین گرین · ایالات متحده آمریکا | یوشیهیسا یوشیکاوا · ژاپن                    |
| تیراندازی در بازی‌های المپیک تابستانی ۱۹۶۸ | گئورگی کوسیخ · اتحاد شوروی          | هاینتس مرتل · آلمان غربی            | هارالد فولمار · آلمان شرقی                  |
| تیراندازی در بازی‌های المپیک تابستانی ۱۹۷۲ | راگنار اسکانوکر · سوئد              | دن ایوگا · رومانی                   | رودولف دولاینگر · اتریش                     |
| تیراندازی در بازی‌های المپیک تابستانی ۱۹۷۶ | اووه پوتک · آلمان شرقی              | هارالد فولمار · آلمان شرقی          | رودولف دولاینگر · اتریش                     |
| تیراندازی در بازی‌های المپیک تابستانی ۱۹۸۰ | الکساندر ملنتیف · اتحاد شوروی       | هارالد فولمار · آلمان شرقی          | لیوکوچو دیاکوف · بلغارستان                  |
| تیراندازی در بازی‌های المپیک تابستانی ۱۹۸۴ | شو هایفنگ · چین                     | راگنار اسکانوکر · سوئد              | وانگ ییفو · چین                             |
| تیراندازی در بازی‌های المپیک تابستانی ۱۹۸۸ | سورین بابی · رومانی                 | راگنار اسکانوکر · سوئد              | ایهار باسنسکی · اتحاد شوروی                 |
| تیراندازی در بازی‌های المپیک تابستانی ۱۹۹۲ | کانستانتسین لوکاشیک · تیم متحد      | وانگ ییفو · چین                     | راگنار اسکانوکر · سوئد                      |
| تیراندازی در بازی‌های المپیک تابستانی ۱۹۹۶ | بوریس کوکورف · روسیه                | ایهار باسنسکی · بلاروس              | روبرتو دی دونا · ایتالیا                    |
| تیراندازی در بازی‌های المپیک تابستانی ۲۰۰۰ | تانیو کیریاکوف · بلغارستان          | ایهار باسنسکی · بلاروس              | مارتین تنک · جمهوری چک                      |
| تیراندازی در بازی‌های المپیک تابستانی ۲۰۰۴ | میخائیل نسترویف · روسیه             | جین جونگ-او · کره جنوبی             | کیم جونگ سو · کره شمالی                     |
| تیراندازی در بازی‌های المپیک تابستانی ۲۰۰۸ | جین جونگ-او · کره جنوبی             | تان زونگلیانگ · چین                 | ولادیمیر ایساکوف · روسیه                    |
| تیراندازی در بازی‌های المپیک تابستانی ۲۰۱۲ | جین جونگ-او · کره جنوبی             | چوی یونگ-رائه · کره جنوبی           | وانگ ژی‌وی · چین                             |
| تیراندازی در بازی‌های المپیک تابستانی ۲۰۱۶ | جین جونگ-او · کره جنوبی             | هوانگ سوان وین · ویتنام             | کیم سونگ-گوک (تیرانداز) · کره شمالی         |

#### تپانچه ۵۰ متری، تیمی
| بازی‌ها                                    | طلا | نقره | برنز                                                                                               |
| تیراندازی در بازی‌های المپیک تابستانی ۱۹۰۰ | سوئیس (SUI) · فردریش لوتی · پائول پروبست · لوئی ریشارده · کارل رودرر · کنراد اشتهلی                        | فرانسه (FRA) · لویی دوتفوا · موریس لوکوک · لئون مورو · آشیل پاروش · ژول ترینیته                                                 | هلند (NED) · سالکو فن دن برخ · آنتونیوس بونز · دیرک بوست خیپس · هنریک سیلم · آنتونی اسویس          |
| 1904 St. Louis                            | not included in the Olympic program                                                                        | not included in the Olympic program                                                                                             | not included in the Olympic program                                                                |
| تیراندازی در بازی‌های المپیک تابستانی ۱۹۰۸ | ایالات متحده آمریکا (USA) · جیمز گورمن (تیرانداز) · ایروینگ کالکینز · جان دیتز · چارلز اکستل               | بلژیک (BEL) · پائول فن آسبروخ · رگینالد وولز · شارل پومیه دو ورژه · رنه انگلبرت                                                 | بریتانیای کبیر (GBR) · جسی والینگفورد · جفری کولز · هنری لینچ-استنتون · ویلیام الیکات              |
| تیراندازی در بازی‌های المپیک تابستانی ۱۹۱۲ | ایالات متحده آمریکا (USA) · آلفرد لین · هنری ادوارد سیرز · پیتر دولفن · جان دیتز                           | سوئد (SWE) · گئورگ دو لاوال · اریک کارلبری · ویلهلم کارلبرگ · اریک بوستروم                                                      | بریتانیای کبیر (GBR) · هوریتو پولتر · هیو دورانت · البرت کمپستر · چارلز استوارت (ورزشکار)          |
| تیراندازی در بازی‌های المپیک تابستانی ۱۹۲۰ | ایالات متحده آمریکا (USA) · کارل فردریک · آلفرد لین · ریموند براکن · جیمز اچ. اسنوک · مایکل کلی (تیرانداز) | سوئد (SWE) · اندرس اندرسون (تیرانداز ورزشی) · کاسیمیر روترسکیولد · گونار گابریلسون · سیگوارد هولتنانتس · اندرس جانسون (ورزشکار) | برزیل (BRA) · افرانیو دا کوستا · سباستیائو وولف · داریو باربوسا · فرناندو سولداد · گیلرمی پارائنسه |

#### تفنگ ۲۵ متری انفرادی
| بازی‌ها                                    | طلا                   | نقره                         | برنز                  |
| تیراندازی در بازی‌های المپیک تابستانی ۱۹۱۲ | ویلهلم کارلبرگ · سوئد | یوهان هوبنر فون هولست · سوئد | گیدئون اریکسون · سوئد |

#### تفنگ ۲۵ متری تیمی
| بازی‌ها                                    | طلا                                                                               | نقره                                                                                  | برنز                                                                                 |
| تیراندازی در بازی‌های المپیک تابستانی ۱۹۱۲ | سوئد (SWE) · یوهان هوبنر فون هولست · اریک کارلبری · ویلهلم کارلبرگ · گوستاف بویوی | بریتانیای کبیر (GBR) · ویلیام پیم · جوزف پپه · ویلیام میلن (ورزشکار) · ویلیام استایلز | ایالات متحده آمریکا (USA) · فردریک هیرد · وارن اسپرات · ویلیام مک‌دانل · ویلیام لوشنر |

#### تفنگ ۵۰ متری تیمی
| بازی‌ها                                    | طلا | نقره | برنز                                                                                               |
| تیراندازی در بازی‌های المپیک تابستانی ۱۹۰۸ | بریتانیای کبیر (GBR) · ادوارد آمور · هارولد هامبی · موریس متیوز · ویلیام پیم                               | سوئد (SWE) · اریک کارلبری · ویلهلم کارلبرگ · فرانس-البرت شریتائو · یوهان هوبنر فون هولست                             | فرانسه (FRA) · آنری بونفوا · پل کولا · لئون لکویه · آندره روگو                                     |
| تیراندازی در بازی‌های المپیک تابستانی ۱۹۱۲ | بریتانیای کبیر (GBR) · ویلیام پیم · ادوارد لسیمور · جوزف پپه · رابرت ماری                                  | سوئد (SWE) · آرتور نوردنسوان · اریک کارلبری · روبن اورتگرن · ویلهلم کارلبرگ                                          | ایالات متحده آمریکا (USA) · وارن اسپرات · ویلیام لوشنر · فردریک هیرد · کارل آزبورن                 |
| تیراندازی در بازی‌های المپیک تابستانی ۱۹۲۰ | ایالات متحده آمریکا (USA) · لارنس نیوسلاین · آرتور روتروک · ویلیس برندزینو لی · دنیس فنتون · گانری اسکریور | سوئد (SWE) · سیگوارد هولتنانتس · اریک اولسون (تیرانداز ورزشی) · لئون لاگرلوف · راگنار استار · اوله اریکسون (ورزشکار) | نروژ (NOR) · اوستن اوستنسن · اولاف سلتن · انتون اولسن (تیرانداز) · سیکوارت جوهانسن · آلبرت هالگرود |

#### تفنگ ۵۰ متری درازکش
این رویداد به نام‌های درازکش تفنگ کوچک و درازکش تفنگ آزاد نیز شناخته شده‌است.
| بازی‌ها                                    | طلا                                  | نقره                                   | برنز                                               |
| تیراندازی در بازی‌های المپیک تابستانی ۱۹۱۲ | فردریک هیرد · ایالات متحده آمریکا    | ویلیام میلن (ورزشکار) · بریتانیای کبیر | هارولد برت · بریتانیای کبیر                        |
| تیراندازی در بازی‌های المپیک تابستانی ۱۹۲۰ | لارنس نیوسلاین · ایالات متحده آمریکا | آرتور روتروک · ایالات متحده آمریکا     | دنیس فنتون · ایالات متحده آمریکا                   |
| تیراندازی در بازی‌های المپیک تابستانی ۱۹۲۴ | پیر کوکلن دو لیل · فرانسه            | مارکوس دی نویدی · ایالات متحده آمریکا  | یوسیاس هارتمن · سوئیس                              |
| 1928 Amsterdam                            | not included in the Olympic program  | not included in the Olympic program    | not included in the Olympic program                |
| تیراندازی در بازی‌های المپیک تابستانی ۱۹۳۲ | برتیل رونمارک · سوئد                 | گوستاوو اویت · مکزیک                   | زولتان سوش-روزکا هردززکی · مجارستان                |
| تیراندازی در بازی‌های المپیک تابستانی ۱۹۳۶ | ویلی روگبر · نروژ                    | رالف برزنی · مجارستان                  | وادیسواف کاراش · لهستان                            |
| تیراندازی در بازی‌های المپیک تابستانی ۱۹۴۸ | آرتور کوک · ایالات متحده آمریکا      | والتر تامسن · ایالات متحده آمریکا      | جوناس جانسون (ورزشکار) · سوئد                      |
| تیراندازی در بازی‌های المپیک تابستانی ۱۹۵۲ | یوسف سیربو · رومانی                  | بوریس اندریف (تیرانداز) · اتحاد شوروی  | آرتور جکسون (تیرانداز ورزشی) · ایالات متحده آمریکا |
| تیراندازی در بازی‌های المپیک تابستانی ۱۹۵۶ | ژرالد ولت · کانادا                   | واسیلی بوریسوف · اتحاد شوروی           | گیل بوآ · کانادا                                   |
| تیراندازی در بازی‌های المپیک تابستانی ۱۹۶۰ | پیتر کونکه · تیم متحد آلمان          | جیمز اینوک هیل · ایالات متحده آمریکا   | انریکو فورسلا · ونزوئلا                            |
| تیراندازی در بازی‌های المپیک تابستانی ۱۹۶۴ | لاسلو هامرل · مجارستان               | لونس ویگر · ایالات متحده آمریکا        | تامی پول · ایالات متحده آمریکا                     |
| تیراندازی در بازی‌های المپیک تابستانی ۱۹۶۸ | یان کورکا · چکسلواکی                 | لاسلو هامرل · مجارستان                 | یان بالینگر · نیوزیلند                             |
| تیراندازی در بازی‌های المپیک تابستانی ۱۹۷۲ | ری هو-جون · کره شمالی                | ویکتور اور · ایالات متحده آمریکا       | نیکولای روتارو · رومانی                            |
| تیراندازی در بازی‌های المپیک تابستانی ۱۹۷۶ | کارل‌هاینتس اسمیشک · آلمان غربی       | اولریش لیند · آلمان غربی               | گنادی لوشچیکوف · اتحاد شوروی                       |
| تیراندازی در بازی‌های المپیک تابستانی ۱۹۸۰ | کاروی وارگا · مجارستان               | هلفرید هایلفورت · آلمان شرقی           | پتار زاپیروانوف · بلغارستان                        |
| تیراندازی در بازی‌های المپیک تابستانی ۱۹۸۴ | ادوارد اتزل · ایالات متحده آمریکا    | میشل بوری · فرانسه                     | مایکل سالیوان (ورزشکار) · بریتانیای کبیر           |
| تیراندازی در بازی‌های المپیک تابستانی ۱۹۸۸ | میروسلاو وارگا · چکسلواکی            | چا یونگ-چول · کره جنوبی                | Attila Záhonyi · مجارستان                          |
| تیراندازی در بازی‌های المپیک تابستانی ۱۹۹۲ | لی اون-چول · کره جنوبی               | هارالد استناواگ · نروژ                 | استوان پلتیکوسیچ · شرکت‌کنندگان مستقل المپیک        |
| تیراندازی در بازی‌های المپیک تابستانی ۱۹۹۶ | کریستیان کلیس · آلمان                | سرگئی بلیایف · قزاقستان                | یوزف گونسی · اسلواکی                               |
| تیراندازی در بازی‌های المپیک تابستانی ۲۰۰۰ | یوناس ادمان · سوئد                   | توبن گریمل · دانمارک                   | سرگی مارتینوف (تیرانداز) · بلاروس                  |
| تیراندازی در بازی‌های المپیک تابستانی ۲۰۰۴ | متیو ایمونز · ایالات متحده آمریکا    | کریستیان لوش · آلمان                   | سرگی مارتینوف (تیرانداز) · بلاروس                  |
| تیراندازی در بازی‌های المپیک تابستانی ۲۰۰۸ | آرتور آیوازیان · اوکراین             | متیو ایمونز · ایالات متحده آمریکا      | وارن پتانس · استرالیا                              |
| تیراندازی در بازی‌های المپیک تابستانی ۲۰۱۲ | سرگی مارتینوف (تیرانداز) · بلاروس    | لیونل کاکس (ورزشکار) · بلژیک           | رایموند دبوتس · اسلوونی                            |
| تیراندازی در بازی‌های المپیک تابستانی ۲۰۱۶ | هنری یونهنل · آلمان                  | کیم جونگ-هیون (تیرانداز) · کره جنوبی   | کیریل گریگوریان · روسیه                            |

#### تراپ، تیم
| بازی‌ها                                    | طلا | نقره | برنز |
| تیراندازی در بازی‌های المپیک تابستانی ۱۹۰۸ | بریتانیای کبیر (GBR) · الکساندر ماندر · جیمز پایک (تیرانداز) · چارلز پالمر (تیرانداز) · جان پوستانز · فرانک مور (تیرانداز) · پیتر ایست   | کانادا (CAN) · والتر یووینگ · جرج بیتی (ورزشکار) · آرتور وستاور · ملی فلچر · جرج ویویان (ورزشکار) · دیوید مک‌کون                                            | بریتانیای کبیر (GBR) · جورج ویتاکر (ورزشکار) · جورج هربرت اسکینر · جان بوت (ورزشکار) · ویلیام موریس (تیرانداز ورزشی انگلستان) · هارولد کراسی · باب هاتون |
| تیراندازی در بازی‌های المپیک تابستانی ۱۹۱۲ | ایالات متحده آمریکا (USA) · چارلز دابلیو. بیلینگز · رالف اسپوتز · جان اچ. هندریکسون · جیمز گراهام (تیرانداز) · ادوارد گلیسون · فرانک هال | بریتانیای کبیر (GBR) · جان بوت (ورزشکار) · ویلیام گروسونور · هارولد هامبی · الکساندر ماندر · چارلز پالمر (تیرانداز) · جورج ویتاکر (ورزشکار)                | آلمان (GER) · اریش گراف فون برنستورف · فرانتس فون زدلیتز آوند لایپه · هورست-گودل-برونیکوون · آلبرت پریوس · ارلاند کوخ · آلفرد گولدل-برونیکوون            |
| تیراندازی در بازی‌های المپیک تابستانی ۱۹۲۰ | ایالات متحده آمریکا (USA) · مارک آری · هوراس بونسر · جی کلارک · فورست مک‌نیر · فرانک تروه · فرانک رایت                                    | بلژیک (BEL) · آلبرت بوسکه · جوزف کوگل · امیل دوپون · ادوارد فسینگر · انری کرسین · لویی ون تیلت                                                             | سوئد (SWE) · پر کنده · فردریک لاندئوس · اریک لاندکوییست · کارل ریکتر (ورزشکار) · اریک سوکیر-پترسن · آلفرد شواهن                                          |
| تیراندازی در بازی‌های المپیک تابستانی ۱۹۲۴ | ایالات متحده آمریکا (USA) · فردریک ایتچن · فرانک هیوز · جان نوئل · کلارنس پلت · ساموئل شارمن · ویلیام سیلوستر سیلکوورت                   | کانادا (CAN) · ویلیام بارنز (ورزشکار) · جرج بیتی (ورزشکار) · جان بلک (ورزشکار) · رابرت مونتگومری (ورزشکار) · ساموئل نیوتن (ورزشکار) · ساموئل ونس (ورزشکار) | فنلاند (FIN) · ورنر اکمن · کونراد هوبر · رابرت هوبر (ورزشکار) · گئورگ نوردبلد · تایوو تیکانن · مگنوس وگلیوس                                              |
| 1928–2016                                 | not included in the Olympic program | not included in the Olympic program | not included in the Olympic program |
| تیراندازی در بازی‌های المپیک تابستانی ۲۰۲۰ | اسپانیا (ESP) · آلبرتو فرناندز (تیرانداز) · فاتیما گالوز                                                                                 | سان مارینو (SMR) · جان مارکو برتی · آلساندرا پریلی | ایالات متحده آمریکا (USA) · برایان باروز · مدلین برنو |

### زنان

#### تله دوگانه
| بازی‌ها                                    | طلا                           | نقره                   | برنز                          |
| تیراندازی در بازی‌های المپیک تابستانی ۱۹۹۶ | کیم رود · ایالات متحده آمریکا | سوزان کیرمایر · آلمان  | دزری هودلستون · استرالیا      |
| تیراندازی در بازی‌های المپیک تابستانی ۲۰۰۰ | پیا هانسن · سوئد              | دبورا گلیسیو · ایتالیا | کیم رود · ایالات متحده آمریکا |
| تیراندازی در بازی‌های المپیک تابستانی ۲۰۰۴ | کیم رود · ایالات متحده آمریکا | لی بو-نا · کره جنوبی   | گائو ایی (ورزشکار) · چین      |